# Kervin Arriaga
Kervin Fabián Arriaga Villanueva (* 5. ledna 1998) je honduraský profesionální fotbalista, který hraje na pozici defenzivního záložníka za srbský klub FK Partizan a honduraský národní tým.

## Klubová kariéra
Arriaga debutoval za Platense FC 5. února 2017 při výhře 3:1 nad Juticalpa FC na turnaji Clausura. Svůj první gól vstřelil 12. dubna následujícího roku proti CD Realu Sociedad při remíze 1:1.
Dne 23. července 2019 podepsal Arriaga smlouvu s CD Marathón. Svůj debut si odbyl 17. srpna při vítězství 1:0 nad Lobos UPNFM. Svůj první gól vstřelil 28. září proti CF Motagua při výhře 2:1.
Dne 16. února 2022 podepsal Arriaga dvouletou smlouvu s týmem Minnesota United v Major League Soccer.
Dne 27. června 2024 podepsal Arriaga tříletou smlouvu se srbským týmem FK Partizan.

## Reprezentační kariéra
Arriaga debutoval v seniorském národním týmu 10. října 2020 v přátelském utkání proti Nikaragui.

### Reprezentační góly
Skóre a výsledky Hondurasu jsou vždy zapsány jako první. Góly Kervina Arriagy jsou zvýrazněny.
| Gól | Datum           | Místo                                                    | Soupeř            | Skóre | Výsledek | Soutěž                                           |
| --- | --------------- | -------------------------------------------------------- | ----------------- | ----- | -------- | ------------------------------------------------ |
| 1.  | 16. ledna 2022  | Chase Stadium, Fort Lauderdale, USA                      | Kolumbie          | 1:1   | 1:2      | Přátelský zápas                                  |
| 2.  | 13. června 2022 | Estadio Olímpico Metropolitano, San Pedro Sula, Honduras | Kanada            | 2:0   | 2:1      | Liga národů CONCACAF 2022/23                     |
| 3.  | 9. června 2024  | Bermuda National Stadium, Devonshire Parish, Bermudy     | Bermudy           | 1:0   | 6:1      | Kvalifikace na Mistrovství světa ve fotbale 2026 |
| 4.  | 6. září 2024    | Estadio Nacional Chelato Uclés, Tegucigalpa, Honduras    | Trinidad a Tobago | 2:0   | 4:0      | Liga národů CONCACAF 2024/25                     |

## Úspěchy
Platense
- Honduraský pohár: 2018

Honduras U23
- Stříbrná medaile na Panamerických hrách: 2019